# Liste der Stolpersteine in Oslo-Sentrum

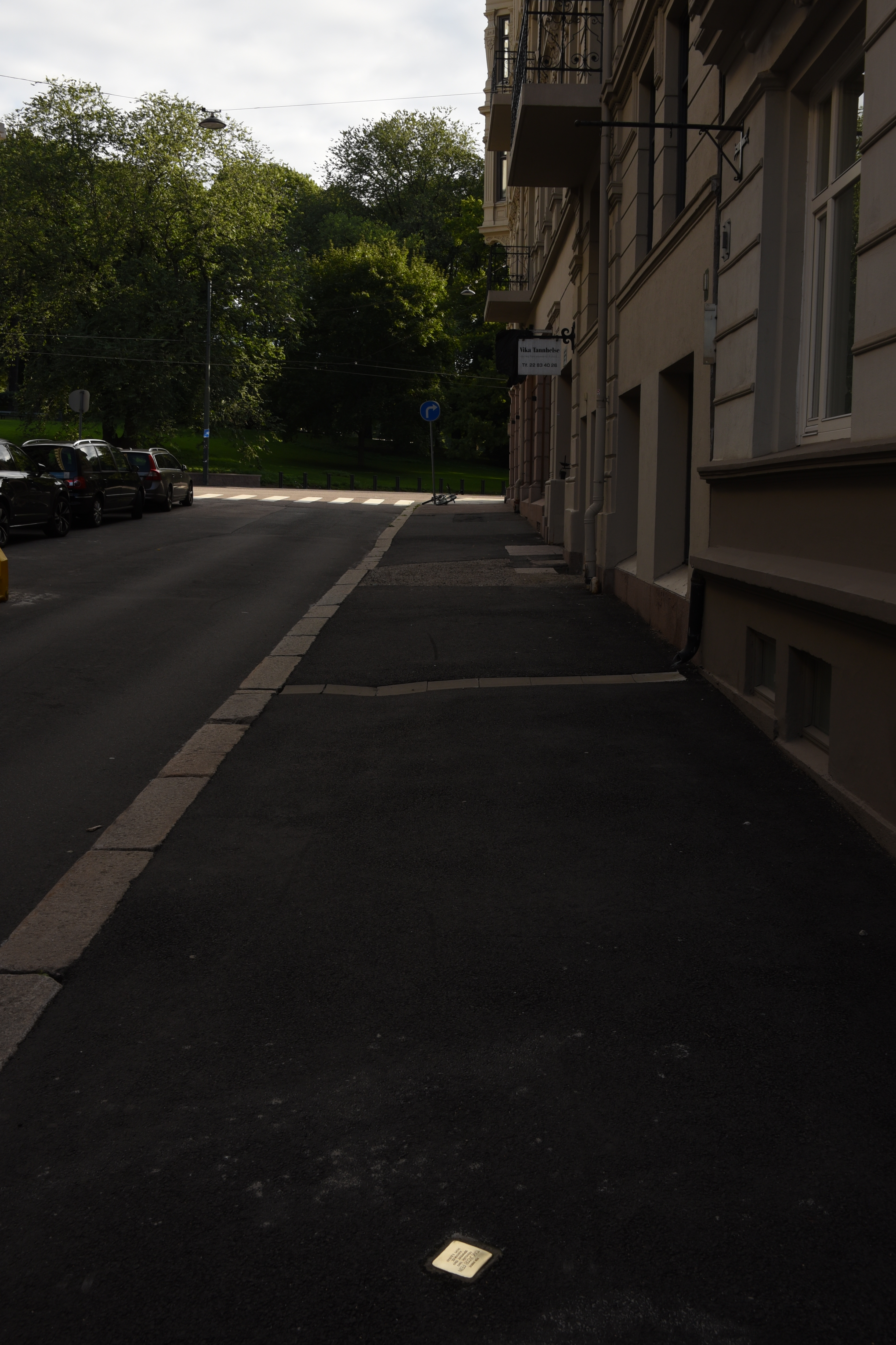
Stolperstein im Sentrum

Die Liste der Stolpersteine in Oslo-Sentrum listet alle Stolpersteine im Sentrum auf, einem Innenstadtbezirk der norwegischen Hauptstadt Oslo. Stolpersteine erinnern an das Schicksal der Menschen, die von den Nationalsozialisten ermordet, deportiert, vertrieben oder in den Suizid getrieben wurden. Die Stolpersteine wurden vom deutschen Künstler Gunter Demnig konzipiert und werden zumeist von ihm selbst verlegt. Im Regelfall liegen die Stolpersteine vor dem letzten selbstgewählten Wohnort des Opfers. Stolpersteine werden auf Norwegisch snublesteiner genannt.
Alle Stolpersteine dieses Stadtteils sind jüdischen Opfern gewidmet. Die ersten Verlegungen in Oslo fanden im Jahr 2010 statt.

## Holocaust in Norwegen

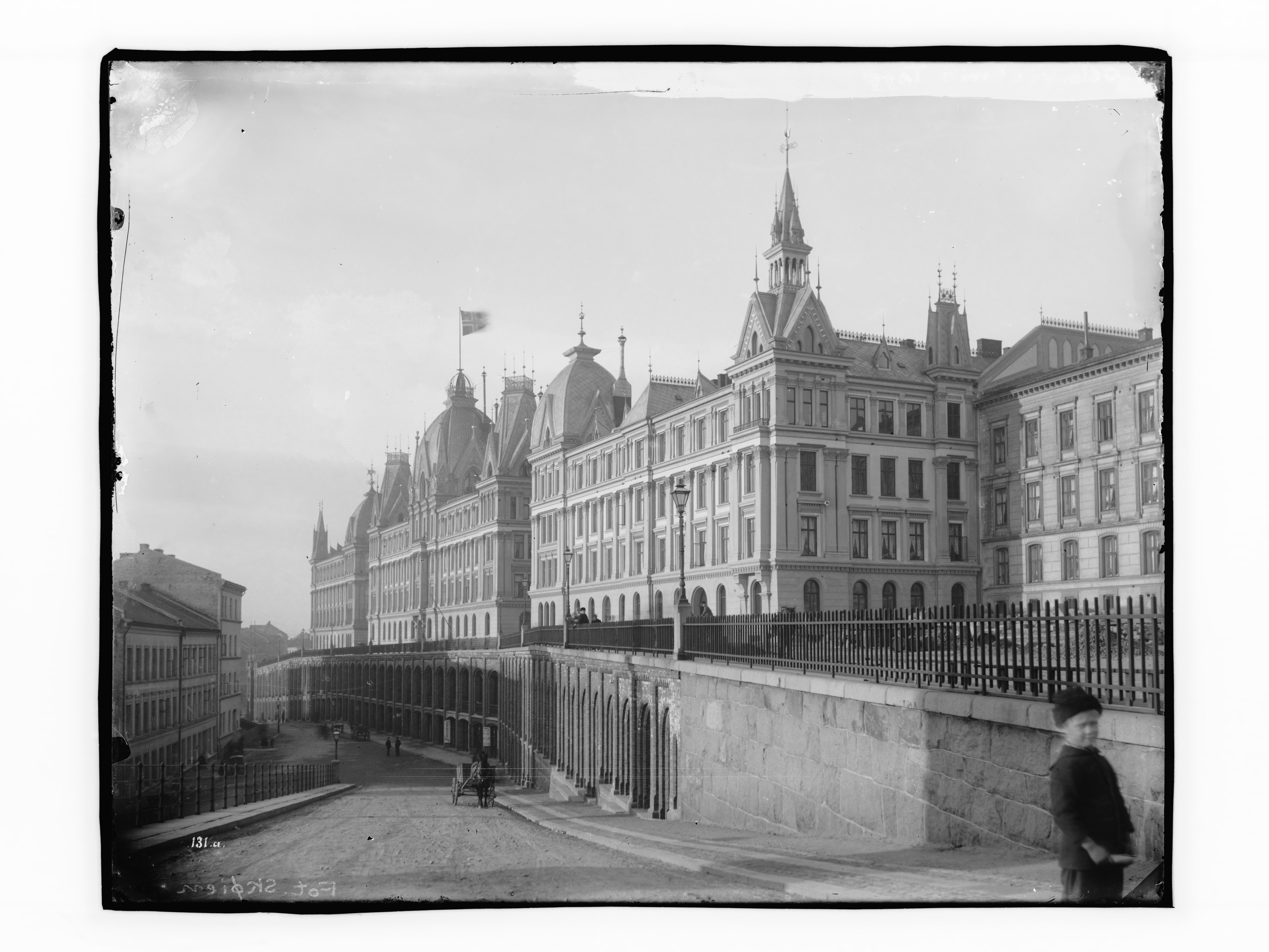
Der Gebäudekomplex Victoria Terrasse wurde ab 1940 von Sicherheitspolizei und Sicherheitsdienst des Reichsführers SS als Hauptquartier okkupiert

Norwegen war von 9. April 1940 bis 8. Mai 1945 von deutschen Truppen besetzt. Damals befanden sich rund 2.100 jüdische Norweger und Flüchtlinge aus Mitteleuropa im Land. Von diesen konnten sich rund tausend Personen ins neutrale und nicht besetzte Schweden retten. Unmittelbar nach dem Einmarsch deutscher Truppen begannen Hetzkampagnen gegen Juden und die Arisierung in Norwegen. Den Juden im Land wurde Schritt für Schritt all ihr Hab und Gut geraubt. Im Spätherbst 1942 erfolgten die ersten Massenverhaftungen. Am 26. November 1942 wurden von norwegischer Polizei und Gestapo 532 norwegische Juden (302 Männer, 188 Frauen und 42 Kinder) der SS übergeben. Sie gelangten mit einem Frachtschiff der Norddeutschen Lloyd, der Donau, nach Stettin und wurden von dort in das KZ Auschwitz-Birkenau deportiert. 346 von ihnen, darunter alle Frauen und Kinder, wurden unmittelbar nach der Ankunft am 1. Dezember 1942 in den Gaskammern ermordet. 186 Männer überstanden die Selektion und bekamen die Nummern 79064 bis 79249 eintätowiert. Nur neun von ihnen konnten die Shoah überleben. Am 25. Februar wurden weitere 158 Juden mit der Gotenland nach Stettin verschifft und über Berlin nach Auschwitz gebracht. 28 Männer wurden als arbeitsfähig eingestuft, die anderen sofort ermordet. Dies geschah am 3. März 1943.

## Liste der Stolpersteine
Bis September 2022 wurden im Sentrum von Oslo 20 Stolpersteine an zwölf Adressen verlegt.
| Stolperstein | Übersetzung                                                                                            | Verlegeort                                         | Name, Leben |
| ------------ | --- | -------------------------------------------------- | --- |
|              | VON HIER WURDE ERNST JOSEF ADLER GEBOREN 1910 DEPORTIERT 1942 AUSCHWITZ ERMORDET MÄRZ 1943             | Akershusstranda 51                                 | Ernst Josef Adler (1910–1943) |
|              | HIER WOHNTE ISAK JACOB FEIN GEBOREN 1883 DEPORTIERT 1943 AUSCHWITZ ERMORDET 3.3.1943                   | Arbins gate 2                                      | Isak Jacob Fein wurde am 24. Mai 1882 in Litauen geboren. Er ging nach Norwegen, wurde Kaufmann, gründete ein eigenes Unternehmen und war sodann Geschäftsführer der Firma I. Fein A/S Trikotasje og manufaktur in der Torggata 25. Er heiratete die aus Riga stammende Helene Shifra geb. Becker (geb. 1889). Das Ehepaar wohnte im ersten Stock des gutbürgerlichen Mietshauses in der Arbins gate 2, im Jahre 1897 errichtet vom Architekten Kristen Rivertz. Das Ehepaar hatte sieben Kinder: - Israel (geb. 1904) wurde Angestellter, heiratete Erika geb. Frank (geb. 1912) und wohnte in Waldemar Thranes gate 4. 1949 bekam er einen Sohn, Morten, der zwar früh verstarb, aber zuvor zwei Kinder bekam. - David Abraham (geb. 1905) wurde Kaufmann. Wann er heiratete, ist nicht bekannt. Er bekam ebenfalls einen Sohn, Michael. - Louis (geb. 1906) starb bereits 1914. - Sigmund (geb. 1909) nahm den Namen Farang an und wurde Manager der Firma Torshovs trikotasje A / S. Er heiratete Hjørdis geb. Raskowitz (geb. 1909), bekam eine Tochter, Ellen (geb. 1935), und wohnte in Gardeveien 2E. - Eva (geb. 1912) heiratete Alexander Goldberg (geb. 1905) und wohnte in Sorgenfrigata 35. - Mirjam (geb. 1916) heiratete Moritz Klein (geb. 1911), hatte eine Tochter, Anne-Rita (geb. 1938), und wohnte in Sorgenfrigata 35, sowie - Judith (geb. 1920) heiratete David Bienstock und bekam zwei Kinder. Am 2. Dezember 1942 wurde Isak Moritz Fein, obwohl schwerkrank, verhaftet und nach Grini eingeliefert. Er wurde am 24. Februar 1943 mit der Gotenland nach Deutschland deportiert und von dort im Viehwaggon in das Vernichtungslager Auschwitz. Unmittelbar nach seiner Ankunft in Auschwitz am 3. März 1943 wurde er in einer Gaskammer ermordet. Seine Ehefrau, Kinder, Enkel und Schwiegertöchter konnten rechtzeitig nach Schweden flüchten, doch die Schwiegersöhne Alexander Goldberg und Moritz Klein wurden verhaftet, deportiert und ebenfalls in Auschwitz ermordet. Tochter Mirjam bekam in zweiter Ehe einen Sohn, Petter Sam Pintzow. Die Stolpersteine für die Schwiegersöhne liegen in Oslo-Frogner (Sorgenfrigata 35) bzw. in Tromsø (Storgata 62). |
|              | HIER WOHNTE ISRAEL GROSS GEBOREN 1878 DEPORTIERT 1942 AUSCHWITZ ERMORDET 1.12.1942                     | Rosenkrantz’ gate 18                               | Israel Gross wurde 1878 in Riga, der Hauptstadt Lettlands, geboren. 1897 kam er nach Norwegen und etablierte sich als Kaufmann zunächst in Rendalen, später als Inhaber des Schuhgeschäfts Cordial Skotøymagasin AS in Oslo. Israel Gross war unverheiratet. Am 26. Oktober 1942 wurde er von der norwegischen Staatspolizei festgenommen und zuerst im Gefängnis Bredtveit, dann im Gefangenenlager Berg bei Tønsberg inhaftiert. Von dort wurde er am 26. November 1942 mit dem Frachtschiff Donau nach Stettin und danach weiter im Viehwaggon in das Vernichtungslager Auschwitz deportiert. Unmittelbar nach seiner Ankunft am 1. Dezember 1942 wurde Israel Gross in einer der Gaskammern von Auschwitz ermordet. |
|              | VON HIER WURDE META HIRSCHBERG GEBOREN 1865 DEPORTIERT 1942 AUSCHWITZ ERMORDET 1.12.1942               | Akershusstranda 51                                 | Meta Hirschberg (1865–1942) |
|              | HIER WOHNTE ARON ISAKSEN GEBOREN 1905 DEPORTIERT 1942 AUSCHWITZ ERMORDET 1.12.1942                     | Rosenkrantz’ gate 13B                              | Aron Isaksen wurde 1905 wurde in Kristiania, wie Oslo damals hieß, geboren. Seine Eltern waren der Schneider Isak Leiser Isaksen und die Hausfrau Sonja geb. Krimm. Er hatte drei Geschwister. Er wurde Kaufmann, arbeitete jedoch als Angestellter und Buchhalter. Er war unverheiratet. Am 26. Oktober 1942 wurde er von der norwegischen Staatspolizei festgenommen und ins Gefängnis Bredtveit gebracht. Zwei Tage später wurde er in das Gefangenenlager Berg bei Tønsberg überstellt. Am 26. November 1942 folgt die Deportation in das Vernichtungslager Auschwitz. Auf demselben Transport waren seine Eltern, sein Bruder Herman und Tante Jenny. Der Weg führte mit dem Frachtschiff Donau nach Stettin und von dort im Viehwaggon nach Auschwitz. Unmittelbar nach ihrer Ankunft am 1. Dezember 1942 wurde die ganze Familie direkt in die Gaskammer geschickt und ermordet. Nur Herman Isaksen wurde zur Zwangsarbeit selektiert. Er wurde am 4. März 1943 ermordet. Die Schwestern, beide mit nichtjüdischen Männern verheiratet, konnten im Dezember 1942 nach Schweden entkommen. |
|              | HIER WOHNTE ISAK LEISER ISAKSEN GEBOREN 1875 DEPORTIERT 1942 AUSCHWITZ ERMORDET 1.12.1942              | Rosenkrantz’ gate 13B                              | Isak Leiser Isaksen wurde 1875 im litauischen Latzkowa geboren. Seine Eltern waren Wulf Leiserowitz und Helene geb. Joselowitz. Er wurde Schneider und kam 1898 nach Norwegen. 1903 heiratete er Sonja Rebekka geb. Krim (geb. 1884), die ebenfalls aus Latzkowa stammte. Das Paar hatten vier Kinder, alle geboren in Oslo: Esther (geb. 1903), Aron (geb. 1905), Herman (geb. 1908) und Ragnhild (geb. 1912). Isak Leiser Isaksen baute eine Schneiderei in der Stenersgata 18 in Oslo auf. Die Geschäfte liefen gut. 1916 kaufte er den Hof Johannesløkken auf Risløkka. Anfang nutzte die Familie das Haus nur im Sommer, Ende der 1920er Jahre übersiedelten sie ganz dorthin. Der Familienvater hatte eine neue Schneiderwerkstatt in Grønland, einem Stadtteil von Oslo, gegründet, er lebte mit seinem Sohn Aron in Rosenkrantz’ gate 13 B. Am 26. Oktober 1942 wurden beide von der norwegischen Staatspolizei festgenommen, erst ins Gefängnis Bredtveit und zwei Tage später in das Gefangenenlager Berg bei Tønsberg überstellt. Aus Altersgründen wurde der alte Mann am 7. November aus Berg entlassen. Am 26. November 1942 wurde er erneut festgenommen um noch am selben Tag mit dem Frachtschiff Donau deportiert zu werden. Isak Isaksen wurde am 1. Dezember 1942 in Auschwitz ermordet, unmittelbar nach der Ankunft der Viehwaggons. Auch beide Söhne und seine Frau wurden nach Auschwitz deportiert und dort ermordet. Die Töchter, die beide mit nichtjüdischen Männern verheiratet waren, konnten im Dezember 1942 nach Schweden entkommen. |
|              | HIER WOHNTE SONJA REBEKKA ISAKSEN GEB. KRIMM GEBOREN 1884 DEPORTIERT 1942 AUSCHWITZ ERMORDET 1.12.1942 | Rosenkrantz’ gate 13B                              | Sonja Rebekka Isaksen geb. Krimm wurde 1884 in Latzkowa, Litauen, als ältestes von sechs Kindern von Max und Hanna Krimm geboren. Die Familie emigrierte 1896 nach Norwegen. 1903 heiratete sie Isak Leiser Isaksen, der ebenfalls aus Latzkowa stammte und gerade in Oslo einen Schneiderei aufbaute. Das Paar hatten vier Kinder, alle geboren in Oslo: Esther (geb. 1903), Aron (geb. 1905), Herman (geb. 1908) und Ragnhild (geb. 1912). Sonja Isaksen war Hausfrau. Am 26. November 1942 wurde sie im Haus der Familie auf der Risløkka in Oslo festgenommen. Sie wurde nach Akershuskaia gebracht, wo der Frachter Donau vor Anker lag. Gemeinsam mit 528 weiteren Juden, darunter ihr Ehemann, beide Söhne und ihre Schwester Jenny (geb. 1901), wurde sie nach Stettin deportiert und von dort im Viehwaggon in das Vernichtungslager Auschwitz deportiert. Unmittelbar nach ihrer Ankunft am 1. Dezember 1942 wurde die ganze Familie direkt in die Gaskammer geschickt und ermordet. Nur Herman Isaksen wurde zur Zwangsarbeit selektiert. Er wurde am 4. März 1943 ermordet. Die Töchter, beide mit nichtjüdischen Männern verheiratet, konnten im Dezember 1942 nach Schweden entkommen. Der Stolperstein für Herman Isaksen wurde vor dem Haus Rosteds gate 16 in Oslo verlegt. |
|              | HIER WOHNTE MOSES KATZ GEBOREN 1874 DEPORTIERT 1942 AUSCHWITZ ERMORDET 1.12.1942                       | Sonja Henies plass · (vormals Karl XIIs gate) ·    | Moses Katz wurde am 28. Oktober 1874 in Kaunas, Litauen, geboren. Seine Eltern waren Samuel Katz und Frida Johanne, geborene Prees, die beide aus Litauen stammten. 1898 emigrierte er mit seiner Frau Sara (1873–1942) nach Norwegen. Das Paar hatte sieben Kinder: Bernhard (geboren 1896), Markus (geboren 1901), Bertha (geboren 1902), Frida (geboren 1905), Rakel (geboren 1907), Herman (geboren 1909) und Rosa (geboren 1911). Moses arbeitete als Kaufmann. Am 1. März 1942 starb seine Ehefrau in Oslo. Zwei seiner Söhne waren bereits zuvor gestorben, Markus und Herman. Der Witwer wurde am 26. Oktober 1942 verhaftet und in das Bredtveit-Gefängnis eingeliefert. Am 7. November 1942 wurde er freigelassen, jedoch am 25. November erneut verhaftet und am Folgetag, dem 26. November 1942, mit dem Frachter Donau nach Stettin und von dort weiter in das Vernichtungslager Auschwitz deportiert. Moses Katz wurde sofort am Tag seiner Ankunft in Auschwitz, am 1. Dezember 1942, in einer Gaskammer ermordet. Fünf seiner Kinder konnten das NS-Regime und die Shoah überleben. Zwei seiner Töchter, Bertha und Frida, emigrierten bereits vor der Besetzung Norwegens in die USA und heirateten dort. Rakel und Rosa heirateten in Norwegen und konnten 1942 nach Schweden flüchten. Bernhard, verheiratet mit einer nichtjüdischen Frau, war von 28. Oktober 1942 bis 2. Mai 1945 im Internierungslager Berg inhaftiert. |
|              | HIER WOHNTE BERIT LEVENTHAL GEBOREN 1934 DEPORTIERT 1942 AUSCHWITZ ERMORDET 1.12.1942                  | Biskop Gunnerus gate 3 · (Ecke Fred Olsens gate) · | Berit Leventhal wurde am 6. August 1934 in Oslo geboren. Ihre Eltern waren Benjamin Leventhal und dessen Frau Esther, geborene Kermann. Sie wurde am 26. November 1942 zusammen mit ihrer Mutter zu Hause festgenommen, nach Akershuskaia transportiert und von dort noch am selben Tag mit dem Frachtschiff Donau nach Stettin überstellt. Auf dem Schiff befanden sich auch ihr Vater, ihre Großeltern mütterlicherseits und väterlicherseits sowie Onkel und Tante. Von Stettin wurden sie ins Vernichtungslager Auschwitz weiter deportiert. Berit Leventhal und ihre Mutter wurden dort am Tag der Ankunft, am 1. Dezember 1942, in einer Gaskammer ermordet. Auch ihr Vater, ihre Großeltern, ihre Tante und zwei Onkel wurden in Auschwitz ermordet. |
|              | HIER WOHNTE ESTHER LEVENTHAL GEB. KERMANN GEBOREN 1913 DEPORTIERT 1942 AUSCHWITZ ERMORDET 1.12.1942    | Biskop Gunnerus gate 3 · (Ecke Fred Olsens gate) · | Esther Leventhal, geborene Kermann, wurde am 11. August 1913 in Oslo geboren. Ihre Eltern waren der aus Odessa stammende Isak Kermann und Sara, geborene London (geboren 1888 in Sadik, Litauen). Sie hatte zwei jüngere Geschwister, Anna (geboren 1919) und Robert (geboren 1918). Esther Kermann arbeitete als Tabakarbeiterin, wie ihre Schwester Anna. 1933 heiratete sie die aus Liverpool stammenden Benjamin Markus Leventhal (geboren 1909), 1934 wurde die gemeinsame Tochter Berit geboren. Sie wurde am 26. November 1942 zusammen mit Tochter zu Hause festgenommen, nach Akershuskaia transportiert und von dort noch am selben Tag mit dem Frachtschiff Donau nach Stettin überstellt. Auf dem Schiff befanden sich auch ihr Ehemann, ihre Eltern und Schwiegereltern sowie ihre Geschwister. Von Stettin wurden sie ins Vernichtungslager Auschwitz weiter deportiert. Esther Leventhal und ihre Tochter wurden dort am Tag der Ankunft, am 1. Dezember 1942, in einer Gaskammer ermordet. Auch ihr Ehemann, Eltern, Schwiegereltern und Geschwister wurden in Auschwitz ermordet. Für ihre Schwiegereltern, Eltern und Geschwister wurden in Oslo ebenfalls Stolpersteine verlegt. |
|              | VON HIER WURDE FRITZ GUSTAV LÖWY GEBOREN 1870 DEPORTIERT 1942 AUSCHWITZ ERMORDET 1.12.1942             | Akershusstranda 51                                 | Fritz Gustav Löwy (1870–1942) |
|              | HIER WOHNTE BENJAMIN MARKUS LEVENTHAL GEBOREN 1909 DEPORTIERT 1942 AUSCHWITZ ERMORDET 4.1.1943         | Biskop Gunnerus gate 3 · (Ecke Fred Olsens gate) · | Benjamin Markus Leventhal wurde am 31. Oktober 1909 in Liverpool geboren. Seine Eltern waren Isak Leventhal (geboren 1880 in Lettland) und Flora, geborene Schlesinger. Er hatte vier Geschwister. 1916 kam die Familie nach Norwegen. Leventhal schloss einen Friseurschule ab und eröffnete ein eigenes Geschäft in Oslo in Økernveien 8. 1933 heiratete er Esther Kermann (geboren 1913), 1934 wurde Tochter Berit geboren. Am 26. Oktober 1942 wurde er verhaftet und ins Bredtveit-Gefängnis gebracht. Zwei Tage später wurde er in das Internierungslager Berg außerhalb von Tønsberg gebracht. Am 26. November 1942 wurde er mit dem Frachtschiff Donau nach Stettin überstellt. Mit ihm auf dem Schiff befanden sich auch seine Frau, seine Tochter, Eltern und Schwiegereltern und sein Bruder Leo. Von Stettin wurde die Familie ins Vernichtungslager Auschwitz deportiert. Seine Frau und seine Tochter wurden noch am Tag der Ankunft in Auschwitz ermordet, Leventhal kam ins Lager. Benjamin Markus Leventhal wurde am 4. Januar 1943 in Auschwitz ermordet. Auch sämtliche anderen Familienmitglieder, die mit ihm deportiert wurden, wurden in Auschwitz ermordet. Für fast alle wurden in Oslo Stolpersteine verlegt. |
|              | HIER WOHNTE MAX OSTER GEBOREN 1884 DEPORTIERT 1942 AUSCHWITZ ERMORDET 1.12.1942                        | Rådhusgata 28 ·                                    | Max Oster wurde am 1. Dezember 1884 in Berlin geboren. Seine Eltern waren Cemach David Oster (1858–1934) und Bertha Jenny, geborene Tarchis (1863–1931). Er war das vierte von zumindest neun Kindern. Seine Eltern stammten aus Litauen. 1885 zog die Familie nach Norwegen. Max Oster war zwanzig Jahre lang in der Tabakindustrie tätig. 1910 war er zur Untermiete bei der 8-köpfigen Familie Weinstock in der Osterhaus gate 1 wohnhaft. Später arbeitete er als Hersteller von Namensschildern und zog in die Rådhusgata 28. Er wurde am 26. Oktober 1942 verhaftet und in das Internierungslager Berg nahe Oslo überstellt. Einen Monat später wurde er mit dem Frachter Donau nach Stettin deportiert und von dort in das Vernichtungslager Auschwitz. Max Oster wurde unmittelbar nach seiner Ankunft am 1. Dezember 1942 in einer Gaskammer ermordet. Auch seine Schwägerin und seine Nichte, Ida und Mirjam Oster, und einige Mitglieder der Familie Weinstock wurden im Rahmen der Shoah vom NS-Regime ermordet. |
|              | HIER WOHNTE SALOMON PINKOWITZ GEBOREN 1896 DEPORTIERT 1942 AUSCHWITZ ERMORDET 15.2.1943                | Sonja Henies plass · (vormals Karl XIIs gate) ·    | Salomon Pinkowitz wurde am 6. Januar 1896 in Grodno geboren. Seine Geburtsstadt zählte damals zum Russischen Kaiserreich, später zu Polen, heute zu Weißrussland. Seine Eltern waren Wulff und Zerne Pinkowitz, beide aus Grodno stammend. Er hatte zumindest einen älteren Bruder. Pinkowitz war ausgebildeter Maler. 1913 wanderte er nach Norwegen aus. 1935 heiratete er eine aus Litauen stammende Frau, Lina (geboren 1900 in Skuodas). Das Paar hatte eine Tochter, Erna (geboren 1935). Am 25. November 1942 wurde Salomon Pinkowitz in einem Krankenhaus festgenommen und in das Bredtveit-Gefängnis gebracht. Tags darauf, am 26. November, wurde er gemeinsam mit 528 anderen Juden mit dem Frachtschiff Donau nach Stettin und von dort im Viehwaggon in das Vernichtungslager Auschwitz deportiert. Bei der Ankunft wurde er zur Zwangsarbeit eingeteilt. Salomon Pinkowitz verlor dort am 15. Februar 1943 sein Leben. Seine Frau und seine Tochter Erna konnten am 28. November 1942 nach Schweden flüchten. Sie überlebten beide die Shoah. An seinen Bruder Rubin, der ebenfalls in Auschwitz ermordet wurde, erinnert ein Stolperstein in der Sofienberggata 10 im Bezirk Grünerløkka. Der Stolperstein für Salomon Pinkowitz wurde zwischen Oslo Plaza und Spektrum verlegt, weil es das Haus und die Straße, in der er lebte, nicht mehr gibt. Der Verlegungsort befindet sich so nahe als möglich an der ursprünglichen Adresse. |
|              | HIER WOHNTE LESSER ROSENBLUM GEBOREN 1880 DEPORTIERT 1942 AUSCHWITZ ERMORDET 1.12.1942                 | Dronningens gate 28                                | Lesser Rosenblum wurde am 23. Juni 1880 in Berlin geboren. 1911 kam er nach Norwegen. Er war von Beruf Holzdreher und einer der wenigen Kunsthandwerker in Norwegen, die Spielzeug herstellten. 1921 erhielt er auf der Kinderausstellung der norwegischen Messe die Auszeichnung Barnets Vels [Wohl des Kindes]. Er heiratete Klara Amalie Larsen, doch die Ehe wurde geschieden. 1923 wurde ihm die norwegische Staatsbürgerschaft verliehen und er trat der Landeskirche bei. Am 26. Oktober 1942 wurde Lesser Rosenblum, weil er jüdischer Herkunft war, von norwegischen Staatspolizisten festgenommen und im Gefängnis Bredtveit inhaftiert. Von dort wurde er nach zwei Tagen in das Gefangenenlager Berg bei Tønsberg überstellt. Am 26. November 1942 wurde er mit dem Zug nach Akershuskaia transportiert und noch am selben Tag mit dem Schiff Donau deportiert. Er wurde am 1. Dezember 1942 im Vernichtungslager Auschwitz ermordet. |
|              | HIER WOHNTE LEOPOLD ROTTMANN GEBOREN 1917 DEPORTIERT 1942 AUSCHWITZ ERMORDET 13.1.1943                 | Jernbanetorget (Europarådets Plass)                | Leopold Rottmann wurde am 24. Mai 1917 in Oslo geboren. Er war das jüngste Kind von Max Wulf Rottmann und Sara, geborene Ganz. Er hatte eine ältere Schwester, Ida (geboren 1916) und drei weitere Halbgeschwister aus weiteren Beziehungen seines Vaters. Kurz nach seiner Geburt ließen sich die Eltern scheiden und die Geschwister wuchsen bei ihrer Mutter auf, unterstützt von der Großmutter Marie Ganz (geborene Lahn). Leopold Rottmann absolvierte die Technische Abendschule und die Kunstgewerbeschule und war Amateurboxer. Er diente in der norwegischen Armeet, war 1940 beteiligt beim Feldzug in Rogaland und bei den letzten Kämpfen bei Gloppedalsura in der Nähe von Stavanger. Nachdem er in deutsche Gefangenschaft geriet, wurde er in Dirdal interniert, aber wieder freigelassen. Am 26. Oktober 1942 wurde er, da jüdischer Abstammung, erneut verhaftet und im Lager Berg interniert. Am 26. November 1942 wurde er dem Frachter Donau nach Stettin überstellt und von dort in das Vernichtungslager Auschwitz deportiert. Leopold Rottmann wurde dort am 13. Januar 1943 ermordet. Sein Vater wurde am selben Tag verhaftet wie er und erlitt dasselbe Deportationsschicksal, wann er in Auschwitz ermordet wurde, ist nicht bekannt. Seine Mutter, seine Großmutter und seine Schwester Ida, verheiratete Gorvitz und deren Familie wurden alle in Auschwitz ermordet. Für seine Großmutter und seine Schwester wurden Stolpersteine in Gamle Oslo verlegt. |
|              | HIER ARBEITETE MAX WULFF ROTTMANN GEBOREN 1890 DEPORTIERT 1942 AUSCHWITZ TODESTAG UNBEKANNT            | Kirkegata 1–3                                      | Max Wulff Rottmann wurde am 23. April 1889 in Jelgava, Lettland geboren. Seine Eltern waren Louis Rottmann und dessen Frau Jenny geb. Wulff. Er kam 1909 nach Norwegen und wurde Klempner. Er hatte Kinder von drei Frauen. Der ersten Beziehung entstammte ein Sohn, Max Randulf (geb. 1913). 1915 heiratete er Sara geb. Schiffer Ganz (geb. 1892), die aus Litauen stammte. Das Paar hatte zwei Kinder, Ida (geb. 1916), später verehelichte Gorvitz, und Leopold (geb. 1917). Die Ehe wurde geschieden. Er hatte er auch zwei Töchter in Trondheim, Margaret (geb. 1923) und Sonja (geb. 1928). Im Herbst 1942 arbeitete er in Moss. Am 26. Oktober 1942 wurde er festgenommen, in das Gefangenenlager Berg bei Tønsberg überstellt, schließlich mit dem Transportschiff Donau nach Stettin und von dort in das Vernichtungslager Auschwitz deportiert. Er wurde im Zuge der Shoah ermordet. Todestag und -ort sind unbekannt. Auch seine Ex-Frau Sara und die Kinder Ida und Leopold wurden nach Auschwitz deportiert, auch sie wurden ermordet. Stolpersteine für die Ex-Frau und Sohn Leopold liegen am Jernbanetorget in Oslo, der für die Tochter in Arups gate 2 in Gamle Oslo. |
|              | HIER WOHNTE SARA ROTTMANN GEB. GANZ GEBOREN 1892 DEPORTIERT 1942 AUSCHWITZ ERMORDET 1.12.1942          | Jernbanetorget (Europarådets Plass)                | Sara Rottmann, geborene Ganz, wurde am 3. Juni 1892 in Litauen geboren. Sie war das älteste Kind von Benzien Ganz und Marie, geborene Lahn. Sie hatte drei Brüder. Im Jahr 1913 kam die Familie nach Norwegen. Sara Lahn war Näherin, 1916 heiratete sie Max Wulf Rottmann, noch im selben Jahr wurde Tochter Ida geboren, im Jahr darauf Sohn Leopold. Die Ehe wurde geschieden, die Kinder wuchsen bei Sara Rottmann auf, ihre Mutter unterstützte sie dabei. Am 26. November 1942 wurde Rottmann verhaftet und noch am selben Tag mit dem Frachtschiff Donau nach Stettin transportiert. Von dort wurde sie ins Vernichtungslager Auschwitz deportiert. Sara Rottmann wurde dort kurz nach Eintreffen des Deportationszuges, am 1. Dezember 1942, in einer Gaskammer ermordet. Auch ihre Mutter, ihre Kinder und der Kindesvater wurden in Auschwitz ermordet. |
|              | HIER ARBEITETE SOFIE SPRINGMANN GEBOREN 1896 DEPORTIERT 1942 AUSCHWITZ ERMORDET 1.12.1942              | Rosenkrantz’ gate 11                               | Sofie Springmann wurde 1896 in Lemberg, dem heute ukrainischen Lwiw, geboren. Sie kam 1919 über Berlin nach Norwegen, hatte die Handelsakademie absolviert und wurde 1924 als Sekretärin und Stenografin bei Siemens Norwegen angestellt. Ihr Arbeitsplatz war in der Rosenkrantz’ gate 11 in Oslo. Sie war unverheiratet, lebte mit ihrer Mutter Bertha Springmann geb. Stamm auf dem Munkerudåsen in Oslo und wurde Mitglied der Oslo-Sektion der Anthroposophischen Gesellschaft. Im September 1942 verfügte die Siemens-Zentrale – von Deutschland aus – die Entlassung aller Juden. Für Norwegen betraf dies nur eine einzige Angestellte, Sofie Springmann. Sie wurde jedoch nicht entlassen, sondern wechselte zur Tochtergesellschaft A/S Elektriske Husholdningsapparater. Zwei Monate später beantragte sie einen Vorschuss, um ein Flugticket nach Schweden kaufen zu können. Sie bekam den Vorschuss, doch er reichte nicht aus. Sie wurde verhaftet und am 26. November 1942 mit dem Transportschiff Donau nach Stettin und von dort in das Vernichtungslager Auschwitz deportiert. Unmittelbar nach ihrer Ankunft am 1. Dezember 1942 wurde Sofie Springmann in einer der Gaskammern von Auschwitz ermordet. Ihre Mutter konnte die Shoah überleben. Zum Zeitpunkt der Verhaftungswellen befand sie sich im Krankenhaus Gaustad. Sie starb 1949 im Dikemark sykehus, einer psychiatrischen Klinik in Asker nahe Oslo. |
|              | HIER WOHNTE STEFAN WEISS GEBOREN 1903 DEPORTIERT 1942 AUSCHWITZ ERMORDET 31.1.1943                     | Rosenkrantz’ gate 15                               | Stefan Weiss wurde am 7. April 1903 in geboren. Er machte einen Abschluss an der Handelsakademie in Wien. 1938 kam er als Flüchtling von Wien nach Norwegen, wo er als Packer in der Lampenschirmfabrik Fix in der Altstadt von Oslo arbeitete. Er war geschieden und hatte keine Kinder. Am 26. Oktober 1942 wurde er von der norwegischen Staatspolizei festgenommen und ins Gefängnis Bredtveit überstellt. Zwei Tage später wurde er in das Gefangenenlager Berg bei Tønsberg gebracht. Von dort wurde er am 26. November 1942 mit dem Frachtschiff Donau nach Stettin und von dort im Viehwaggon in das Vernichtungslager Auschwitz deportiert. Am 1. Dezember 1942 wurde er an der Rampe zur Zwangsarbeit selektiert. Er kam in das KZ-Außenlager Golleschau, ein Außenlager von Auschwitz. Stefan Weiss starb bereits nach zwei Monaten der Kälte und des Hungers, am 31. Januar 1943. |

## Verlegedaten
- 2. Juni 2021 in Arbins gate 2.
- 1. September 2022: Akershusstranda 51

Die drei Stolpersteine in der Akershusstranda 51 wurden vom Künstler Gunter Demnig persönlich in Anwesenheit der Kronprinzessin Mette-Marit Tjessem Høiby verlegt. Es soll sich um die letzten Stolpersteine handeln, die in Oslo verlegt werden.

## Weblinks

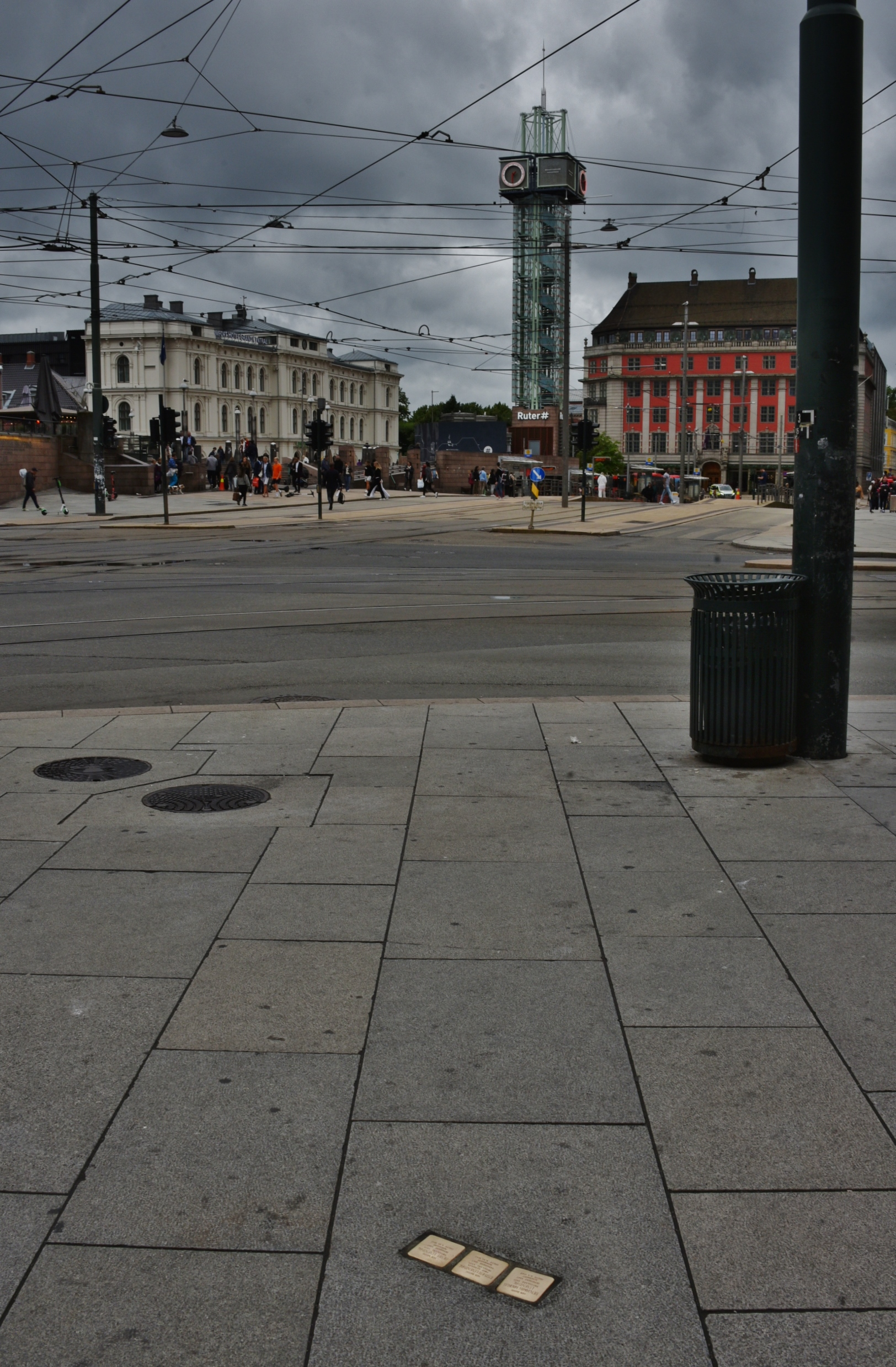
Stolpersteine im Sentrum